# Ace of Spades (Lied)
Ace of Spades ist ein Song von Motörhead, der im Jahr 1980 erschien. Er vereint stilistische Elemente aus Heavy Metal und Punkrock und prägte so den Thrash- beziehungsweise Speed Metal. Als Signature Song der Band steht Ace of Spades aber auch für Lemmy Kilmisters Standardansage vor Konzerten: “We are Motörhead. And we play Rock ’n’ Roll.” 

## Sound und Text

Ace of Spades: Intro (Takte 1–4), Hauptriff (Takte 5–8), Strophenbegleitung (Takte 9–12)

Ace of Spades wird eröffnet von einem Riff, das Kilmister auf seinem Bass spielt; gefolgt von einem Wirbel, den Phil Taylor auf seiner Snare Drum schlägt. Eddie Clarke fügt mit seiner Gitarre Akkorde und weitere Riffs hinzu, spielt außerdem ein kurzes Solo. Darüber legt Kilmister seinen Gesang, den er selbst mit einem „Gorilla auf Valium“ verglich. Der Höhepunkt des Songs, dessen Tempo bei rund 140 bpm liegt, ist ein Break, in dem Kilmister seine vielleicht berühmteste Textzeile singt: “You know I’m born to lose, and gambling’s for fools; but that’s the way I like it baby; I don’t wanna live forever; and don’t forget the joker!” 
Der Text von Ace of Spades (englisch für Pik-Ass) kann als Allegorie auf das Leben gedeutet werden – ist aber eigentlich eher banal. Kilmister schrieb dazu in seiner Autobiografie: „Ich benutzte Glücksspiel-Metaphern, größtenteils Karten und Würfel. Wenn es um Glücksspiel geht, stehe ich eigentlich mehr auf Spielautomaten, aber man kann nicht wirklich über rotierende Früchte und herunter kommende Rädchen singen. Das meiste in dem Song dreht sich um Poker.“ 
Die Zeile “ … Read ’em and weep, the dead man’s hand again; I see it in your eyes, take one look and die … ” bezieht sich auf die Kartenkombination Dead Man’s Hand.

## Aufnahmen und Veröffentlichungen
Komponiert wurde Ace of Spades von allen drei Bandmitgliedern gemeinsam, produziert wurde der Song von Vic Maile. Die Aufnahmen im Studio Jackson’s (Rickmansworth, England) fanden in folgender Besetzung statt: 

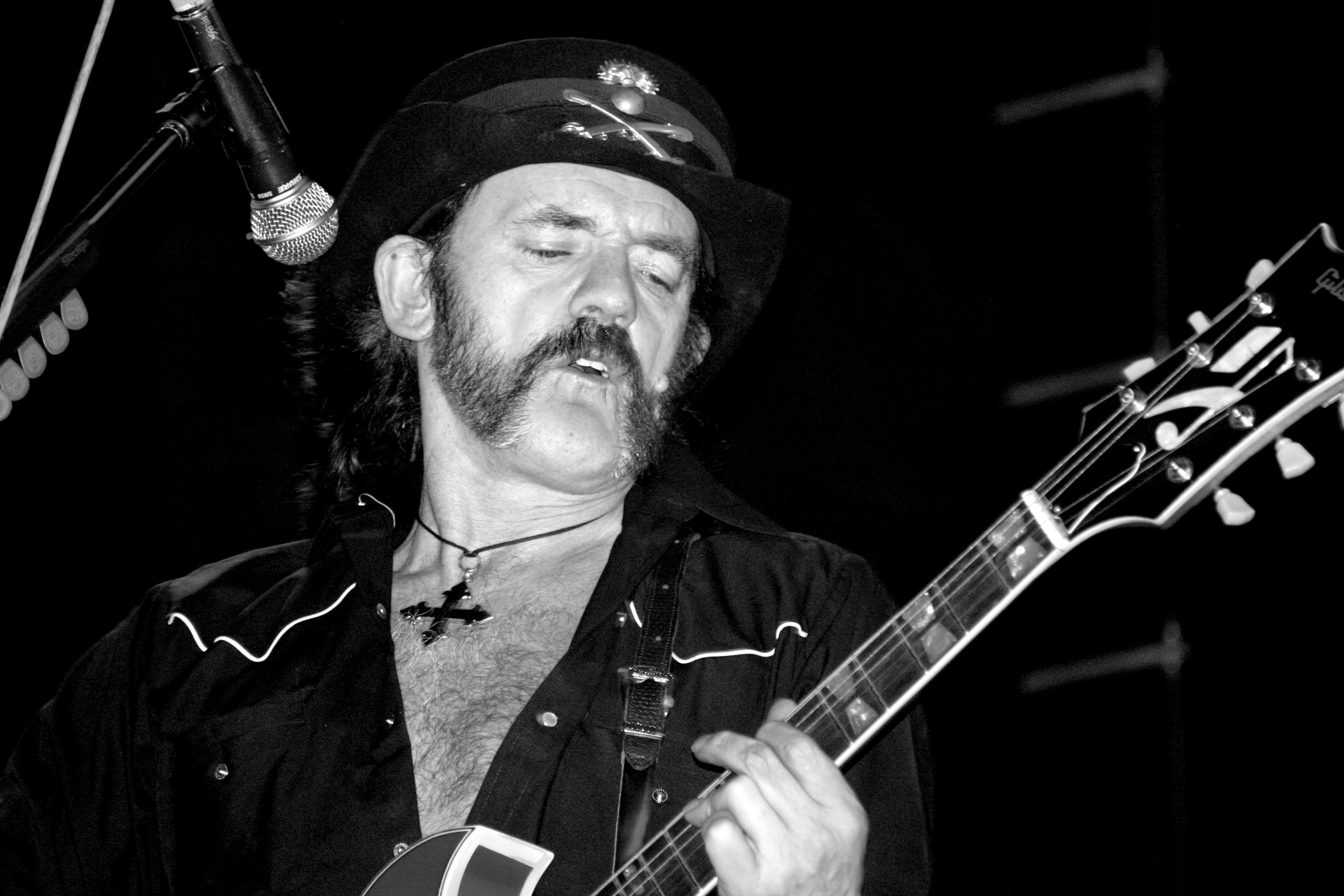
Lemmy Kilmister – hier mit Gitarre (2006)

- Ian Fraser “Lemmy” Kilmister: Gesang, Bass
- Edward Allan “Fast Eddie” Clarke: Gitarre
- Philip John “Philthy Animal” Taylor: Schlagzeug

Ace of Spades wurde erstmals im Oktober 1980 vom Label Bronze Records als 7″-Single veröffentlicht; B-Seite: Dirty Love. Das Schallplattencover zeigt ein schwarzes, mit weißen Ornamenten verziertes Pik-Ass-Symbol auf rotem Grund. Außerdem erschien eine auf 50.000 Exemplare limitierte “Christmas Edition” mit identischer Tracklist; für das Cover dieser 12″-Single hatten sich die Bandmitglieder als Weihnachtsmänner verkleidet (Bronze, 1980). Darüber hinaus ist Ace of Spades der Titelsong des fünften Studioalbums von Motörhead (Bronze, 1980) und eröffnet ihr erstes Livealbum No Sleep ’til Hammersmith (Bronze, 1981). In den folgenden Jahren wurde der Song zudem von verschiedenen Labels in unterschiedlichen Formaten wiederveröffentlicht – häufig auf Kompilationen.

## Rezeption
Ace of Spades gilt gemeinhin als musikalischer Klassiker. Der New Musical Express nannte den Song im Jahr 2014 in einer Liste der 500 besten Songs aller Zeiten an 155. Stelle – nach Papa’s Got a Brand New Bag von James Brown und vor I Want to Hold Your Hand von den Beatles. Auf Allmusic ist über den Song beziehungsweise das Album zu lesen, dass man bei der Suche nach den Wurzeln von Bands wie Metallica logischerweise bei Ace of Spades anfangen müsse. Und eine Rezensentin des Bayerischen Rundfunks schrieb: „Keine drei Minuten lang, aber so brachial, so genial, so legendär, dass Generationen von Metalfans bis zur Genickstarre dazu headbangen.“ 
Kilmister konnte diese allgemeine Begeisterung nur bedingt nachvollziehen: „Um ehrlich zu sein, obwohl Ace of Spades ein guter Song ist, hängt er mir inzwischen zum Hals raus. Zwei Jahrzehnte später denken die Leute, wenn sie an Motörhead denken, an Ace of Spades. Wissen Sie, wir sind nach dem Album nicht zu Salzsäulen erstarrt. Wir hatten seither noch ein paar gute Veröffentlichungen. Aber die Fans wollen es hören, also spielen wir es immer noch jeden Abend. Was mich betrifft, ich habe genug von dem Song.“ 

## Kommerzieller Erfolg

### Chartplatzierungen

Spielkarte Ace of Spades (Pik-Ass)

In den britischen Charts erreichte Ace of Spades nach seinem erstmaligen Erscheinen als höchste Position Platz 15. Rund 35 Jahre später, nach Kilmisters Tod, formierte sich auf Facebook die Gruppe “Motörhead For No.1”, die es sich zum Ziel setzte, den Song durch massenhaftes Downloaden beziehungsweise Streamen zur Nummer eins der britischen Charts zu machen – es wurde die Nummer 13. In die deutschen Singlecharts stieg Ace of Spades im Jahr 2016 auf Platz 96 ein; hierzulande die erste Chartplatzierung einer Single von Motörhead überhaupt.
| ChartsChartplatzierungen     | Höchstplatzierung | Wochen |
| ---------------------------- | ----------------- | ------ |
| Deutschland (GfK)            | 96 (1 Wo.)        | 1      |
| Vereinigtes Königreich (OCC) | 13 (19 Wo.)       | 19     |

### Auszeichnungen für Musikverkäufe
| Land/Region                  | Auszeichnungen für Musikverkäufe (Land/Region, Auszeichnung, Verkäufe) | Verkäufe |
| ---------------------------- | ---------------------------------------------------------------------- | -------- |
| Neuseeland (RMNZ)            | Platin                                                                 | 30.000   |
| Spanien (Promusicae)         | Gold                                                                   | 30.000   |
| Vereinigtes Königreich (BPI) | Platin                                                                 | 600.000  |
| Insgesamt                    | 1× Gold · 2× Platin ·                                                  | 660.000  |

## Coverversionen
Ace of Spades wurde zahlreich gecovert, unter anderem von Sodom, Ugly Kid Joe und Eläkeläiset. Vereinzelt wurde der Song auch gesampelt, etwa von The KLF und Motorpsycho. Die Datenbank cover.info verzeichnete im Januar 2024 etwa 110 Coverversionen, auf secondhandsongs.com fanden sich etwa 130 Versionen.
Darüber hinaus taucht Ace of Spades regelmäßig in Computerspielen auf, vor allem in solchen aus dem Genre der Musikspiele – so ist der Song bei Guitar Hero, Rock Band, SingStar und DJ Hero spielbar.